# Transports en Macédoine du Nord

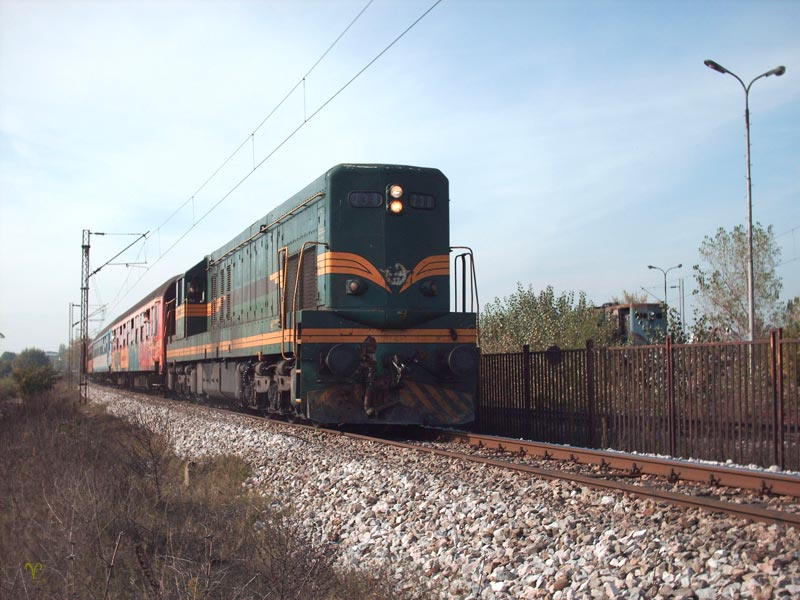
Un train à locomotive diesel en Macédoine

La Macédoine du Nord possède un réseau de transport modeste et parfois obsolète mais en extension. Le pays, situé au centre des Balkans, se trouve sur deux grands axes européens ; le premier relie la Grèce à l'Europe centrale et le second relie la mer Adriatique à la mer Noire. La Macédoine du Nord possède un réseau ferroviaire et autoroutier, mais n'a pas accès à la mer. La nature montagneuse du pays est un obstacle important au développement des infrastructures, qui se cantonnent aux vallées fluviales.

## Routes

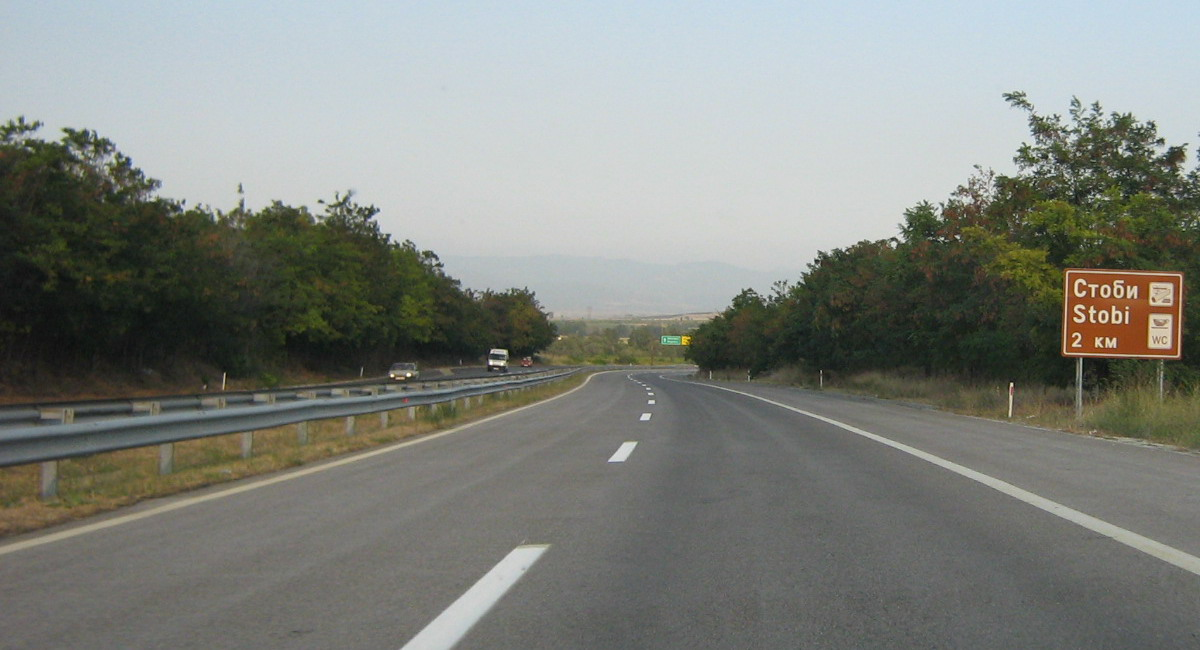
L'autoroute M1 près de Stobi

la Macédoine du Nord possède 13 736 kilomètres de route, dont 216 kilomètres d'autoroutes. L'autoroute principale, la M1, traverse le pays du nord au sud en suivant la vallée du Vardar et fait partie de la route européenne 75 qui relie l'Europe du Nord à la Grèce. Elle est connectée à Skopje aux autoroutes M3 et M4. La première rejoint le Kosovo et la seconde descend au sud-ouest du pays et dessert Tetovo et Gostivar. Elle connaît des projets d'extensions vers Strouga et la frontière albanaise. A Koumanovo, la M1 sera connectée en 2016 à la Bulgarie grâce à la future M2. D'autres projets sont à l'étude, comme la M5, qui reliera Vélès, ville du centre du pays située sur la M1, à Deltchevo et à la frontière bulgare.

## Train
Le réseau ferré est exploité par les Chemins de fer macédoniens, il compte 699 kilomètres dont 234 kilomètres de lignes électrifiées. Il est composé d'une ligne principale, qui fait partie de la ligne Belgrade-Thessalonique et d'autres lignes plus petites, par exemple celle qui relie Vélès à Kotchani. Le réseau est peu efficace et seul le transport de fret est rentable. Toutefois, le gouvernement a lancé des rénovations et la construction de la ligne Skopje-Sofia, qui sera a terme étendue jusqu'à l'Albanie.

## Avion

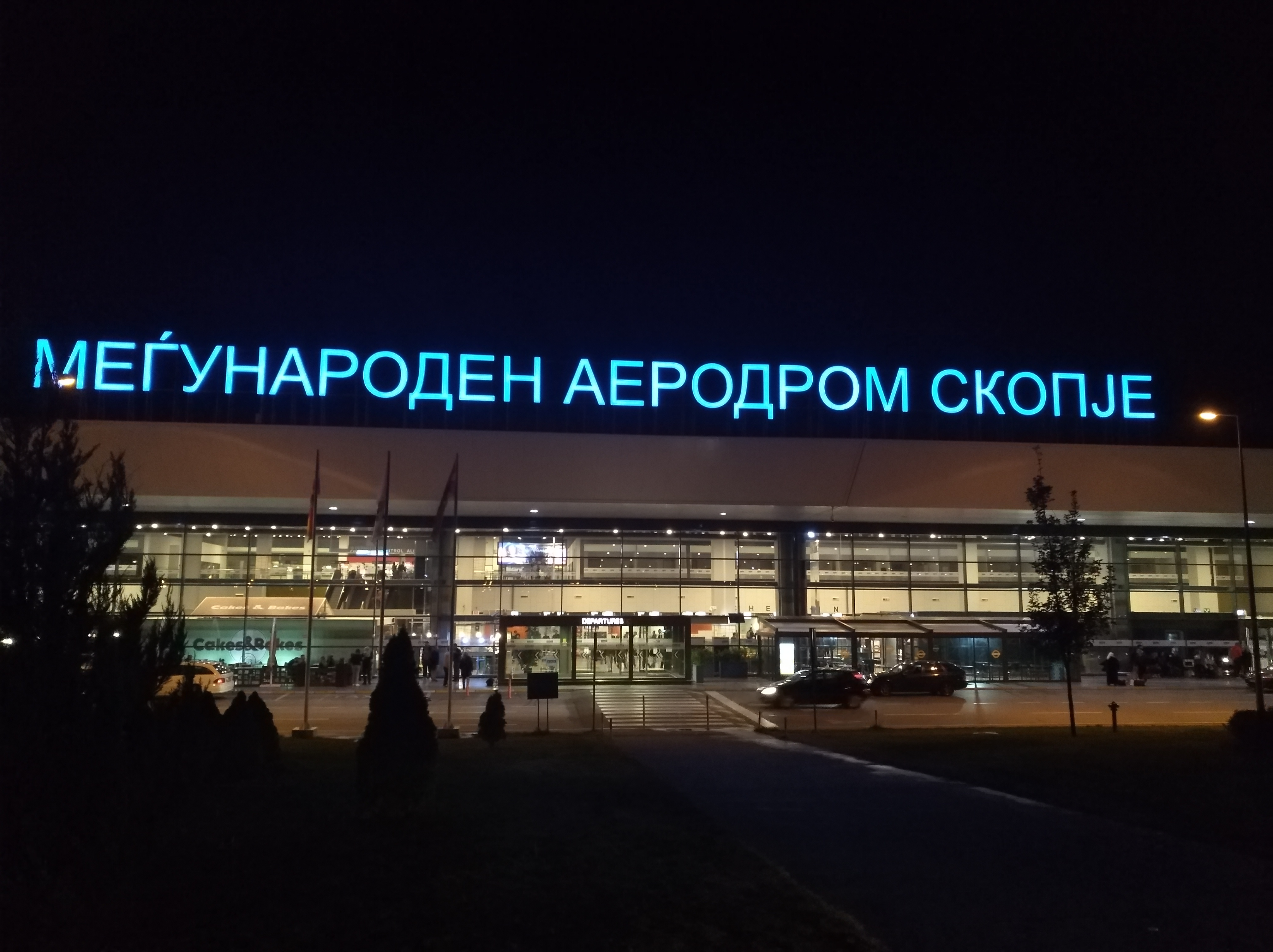
L'aéroport international de Skopje.

Le pays compte quatorze aéroports dont dix avec des pistes en dur. Les aéroports de Skopje et d'Ohrid sont les seuls à proposer des liaisons internationales. Concédés en 2008 à une entreprise de gestion turque, ils ont été rénovés et étendus et leur fréquentation est en hausse constante.

## Hydrocarbures
La Macédoine du Nord possède 268 kilomètres de gazoducs et 120 kilomètres d'oléoducs, le plus important étant celui qui relie Thessalonique à la raffinerie Okta, située près de Skopje.